# Eugen Suchoň
Eugen Suchoň (født 25. september 1908 i Pezinok, død 5. august 1993 i Bratislava, Slovakiet) var en slovakisk komponist, pianist, dirigent, organist, violinist og lærer.
Suchoň studerede klaver, orgel og violin hos private lærere i sin ungdom. Han studerede senere komposition og direktion på Bratislavas Musik- og Teaterakademi (1927-1931). Herefter studerede han på Musikkonservatoriet i Prag (1931-1932) hos Vítězslav Novák.
Suchoň har skrevet 2 sinfoniettaer, orkesterværker, kammermusik, operaer, balletmusik, korværker, instrumentalværker, vokalværker etc. Efter sin hjemkomst fra Prag underviste han som lærer i klaver og komposition på bl.a. Musik- og Teaterakademiet og Bratislava Statskonservatorium. Suchoň anses for en af de vigtige slovakiske komponister i det 20. århundrede.

## Udvalgte værker
- Sinfonietta i D-dur (1924, rev. 1977) - for orkester
- "Sinfonietta Rustica" (1954-5) - for orkester